# Oholje
Oholje (cyr. Охоље) – wieś w Serbii, w okręgu raskim, w mieście Novi Pazar. W 2011 roku liczyła 134 mieszkańców.